# Мария Бретонская (виконтесса де Роган)
Мария Бретонская (1444—1506) — младшая дочь герцога Бретани Франциска I и его второй жены Изабеллы, дочери короля Шотландии Якова I. Супруга виконта де Роган Жана II.

## Биография
Мария Бретонская вышла замуж за Жана II де Роган, виконта Рогана, графа Леона и Пороэта, в 1462 году. Жан II был сыном Алена IX де Рогана († 1462) и Марии де Лотарингской († 1455).
Мария стала своячницей Франциска II, герцога Бретани, после того, как он женился на её старшей сестре Маргарите в 1455 году. У Маргариты и Франциска был сын, который умер в детстве. Сама Маргарита умерла в 1469 году, и с этой даты Жан II де Роган стал наследником престола после дочерей Франциска II.

## Дети
У Марии и Жана было семеро детей:
- Франциск (10 июля 1469 — убит на войне в 1488)
- Жан (2 октября 1476 — 2 июня 1505)
- Жак (1478 — 16 октября 1527), виконт де Роган и де Леон, граф де Пороэт
- Жорж (1479—1502)
- Клод (1480 — 15 июля 1540), епископ Леона, после смерти брата Жака — виконт де Роган (1527—1540)
- Анна (1485 — 5 апреля 1529), виконтесса де Роган, супруга Пьера де Рогана
- Мария (умерла 9 июня 1542), супруга Людовика IV де Рогана